# Vinäs
Vinäs is een plaats in de gemeente Mora in het landschap Dalarna en de provincie Dalarnas län in Zweden. De plaats heeft 331 inwoners (2005) en een oppervlakte van 87 hectare. De plaats ligt aan het Vinäsfjärden, een baai van het meer Siljan. De plaats Mora ligt net ten noorden van Vinäs.

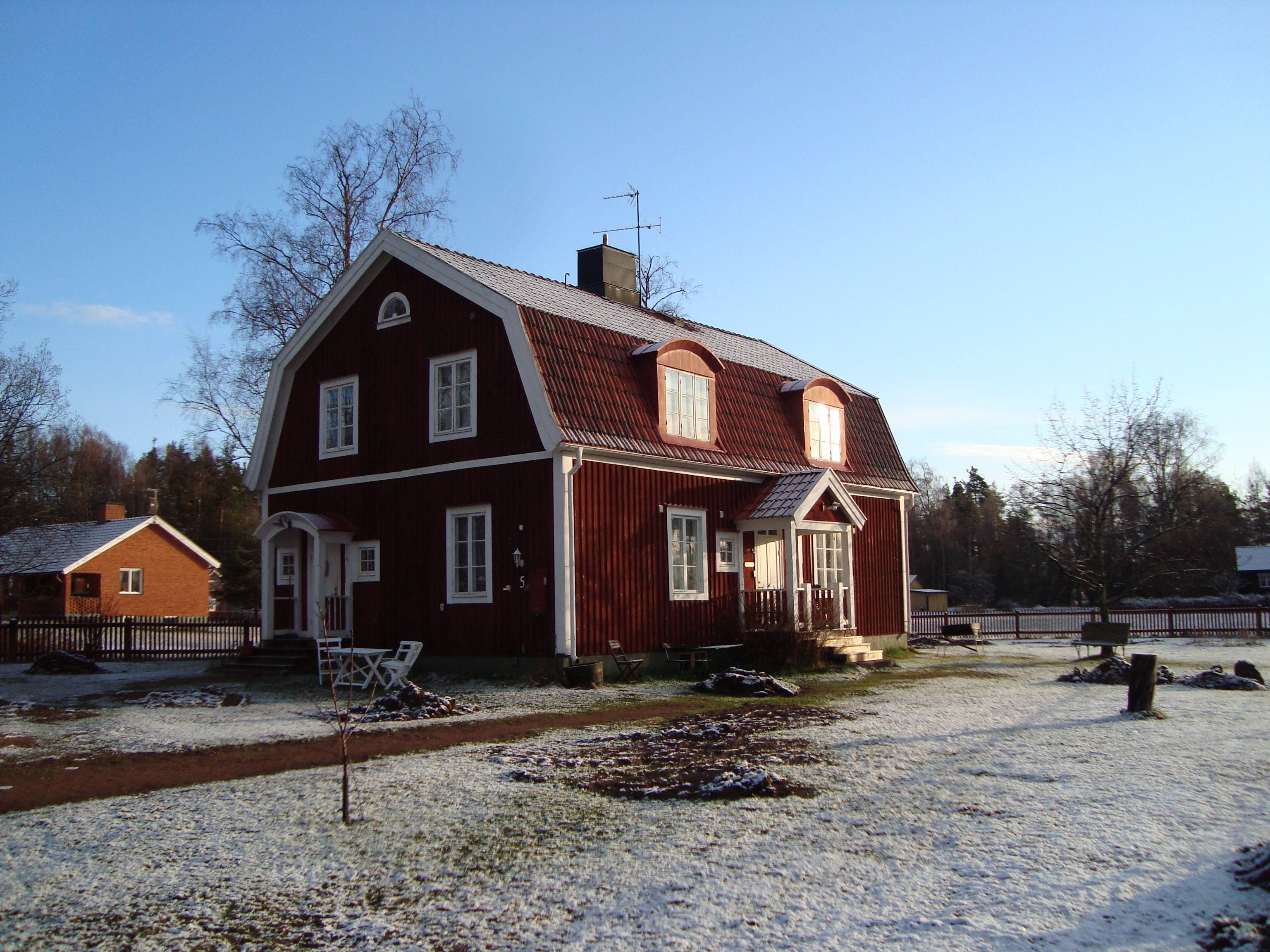
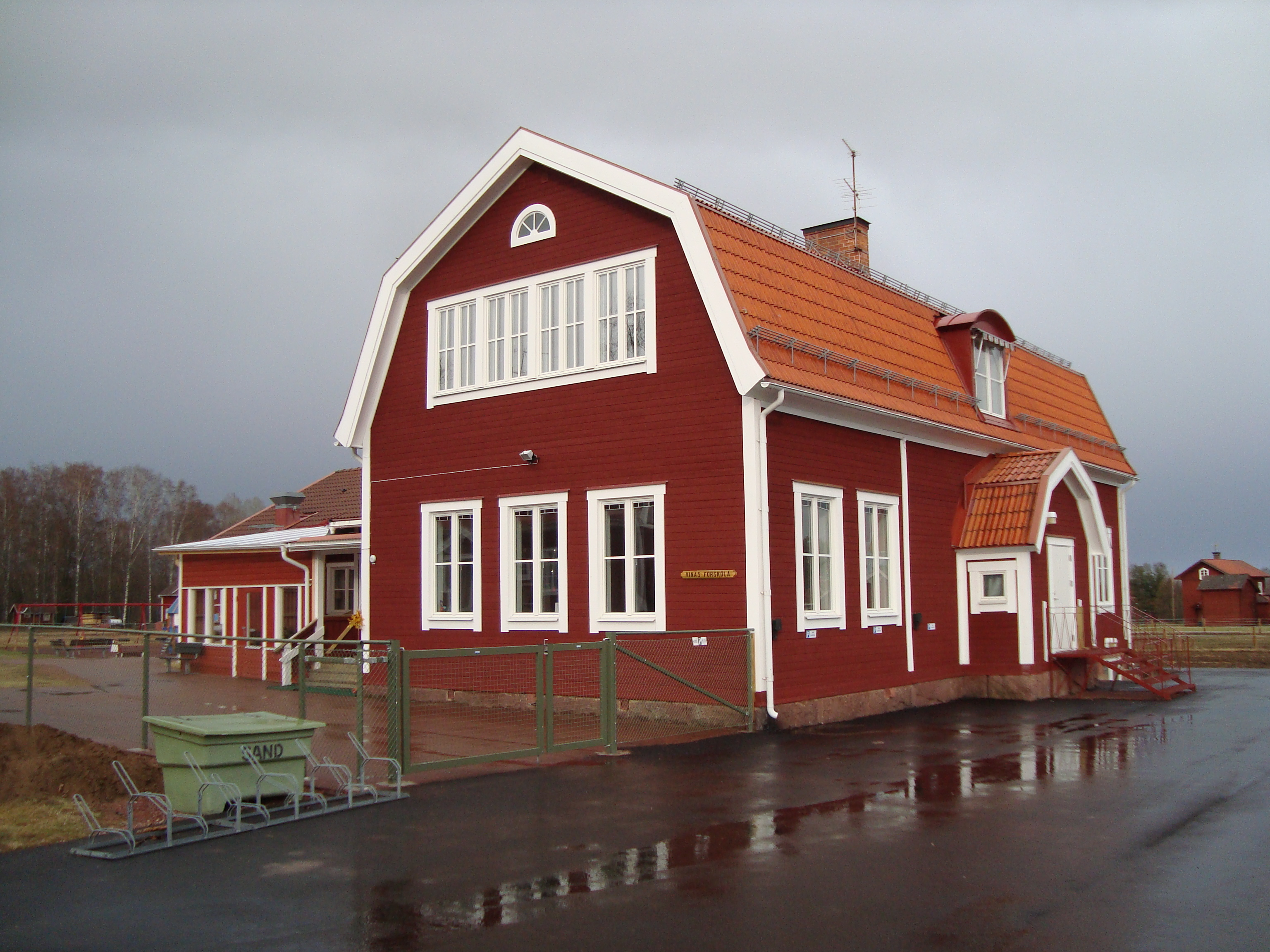